# Reeds Spring
Reeds Springs är en ort i Stone County i Missouri. Vid 2020 års folkräkning hade Reeds Spring 1 136 invånare.